# George McGinnis
George McGinnis (ur. 12 sierpnia 1950 w Indianapolis, zm. 14 grudnia 2023) – amerykański koszykarz, występujący na pozycji skrzydłowego. 2-krotny mistrz ABA (1972, 1973), uczestnik spotkań gwiazd, wybierany wielokrotnie do składów najlepszych zawodników zarówno w ABA, jak i NBA, MVP ligi ABA, członek Galerii Sław Koszykówki.
W 1969 poprowadził drużynę liceum George'a Washingtona do mistrzostwa stanu, zaliczając przy tym sezon bez porażki oraz tytuł najlepszego zawodnika amerykańskich szkół średnich (Mr. Basketball) oraz stanu Indiana (Indiana Mr. Basketball).

## Osiągnięcia
Na podstawie, o ile nie zaznaczono inaczej.

### NCAA
- Zaliczony do III składu All-American (1971 przez AP, NABC, UPI)

### ABA
- 2-krotny mistrz ABA (1972, 1973)[6][7]
- Wicemistrz ABA (1975)[8]
- ABA MVP (1975 wspólnie z Juliusem Ervingiem)[9]
- MVP finałów ABA (1973)
- 3-krotny uczestnik meczu gwiazd ABA (1973–1975)
- Zaliczany do:
  - I składu:
    - All-ABA (1974, 1975)
    - debiutantów ABA (1972)[10]

  - II składu All-ABA (1973)
  - składu najlepszych zawodników w historii ligi ABA (ABA's All-Time Team - 1997)[11]
- Lider:
  - strzelców sezonu regularnego (1975)[8]
  - play-off w liczbie celnych rzutów:
    - wolnych (1974, 1975)[12]
    - za 3 punkty (1975)[13]

### NBA
- Finalista NBA (1977)[14]
- 3-krotny uczestnik meczu gwiazd NBA (1976–1977, 1979)
- Wybrany do:
  - I składu NBA (1976)[15]
  - II składu NBA (1977)[15]
- Klub Indiana Pacers zastrzegł należący do niego w numer 30[16]

### Inne
- Wybrany do:
  - Koszykarskiej Galerii Sław:
    - im. Jamesa Naismitha (2017)
    - stanu Indiana (Indiana Basketball Hall Of Fame - 1995)[17]

### Kadra
- Wicemistrz uniwersjady (1970)[18]